# کلیسای جامع منچستر
کلیسای جامع منچستر (انگلیسی: Manchester Cathedral) یک کلیسای جامع در شهر منچستر، انگلستان است.
این کلیسا که در سال ۱۴۲۱ بنیان‌گذاری شده در سال ۱۸۸۲ به صورت کنونی تکمیل شده است و دارای یک برج به ارتفاع ۴۱ متر می‌باشد.

## نگارخانه

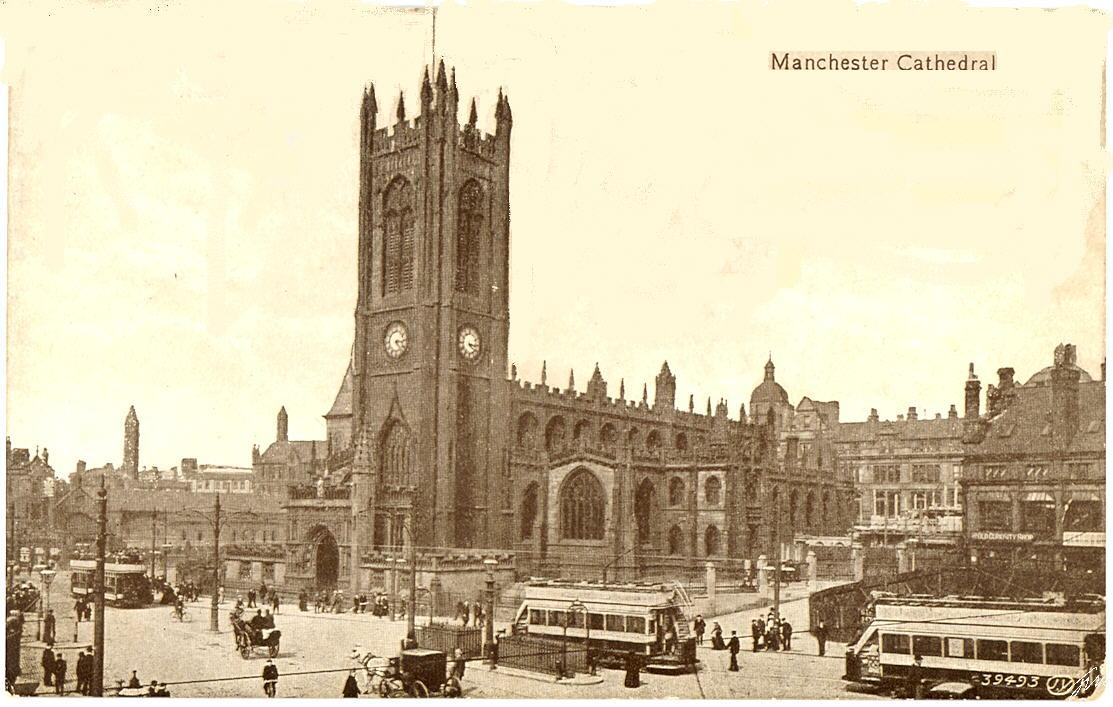
۱۹۰۳
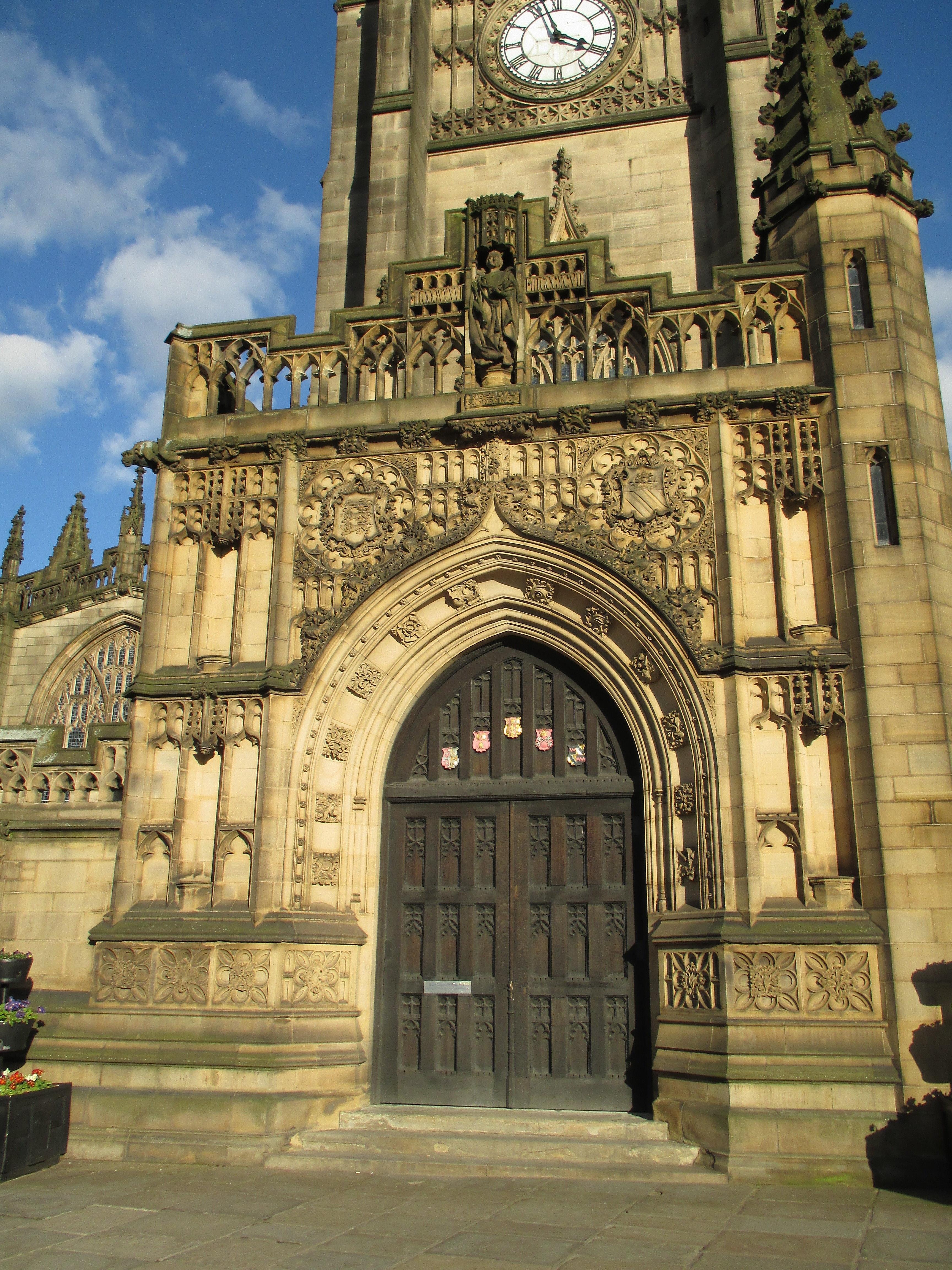
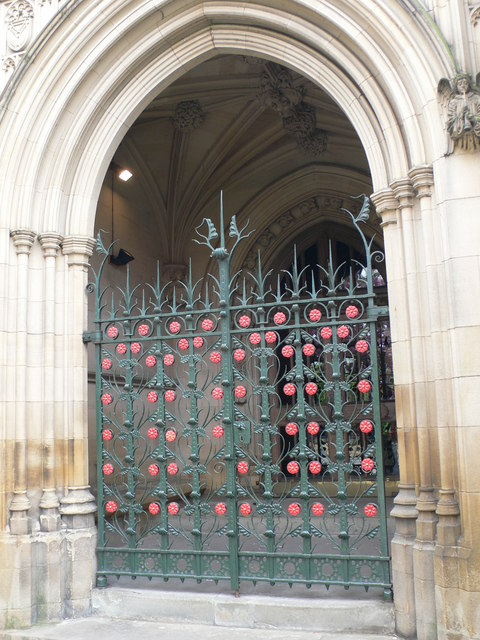
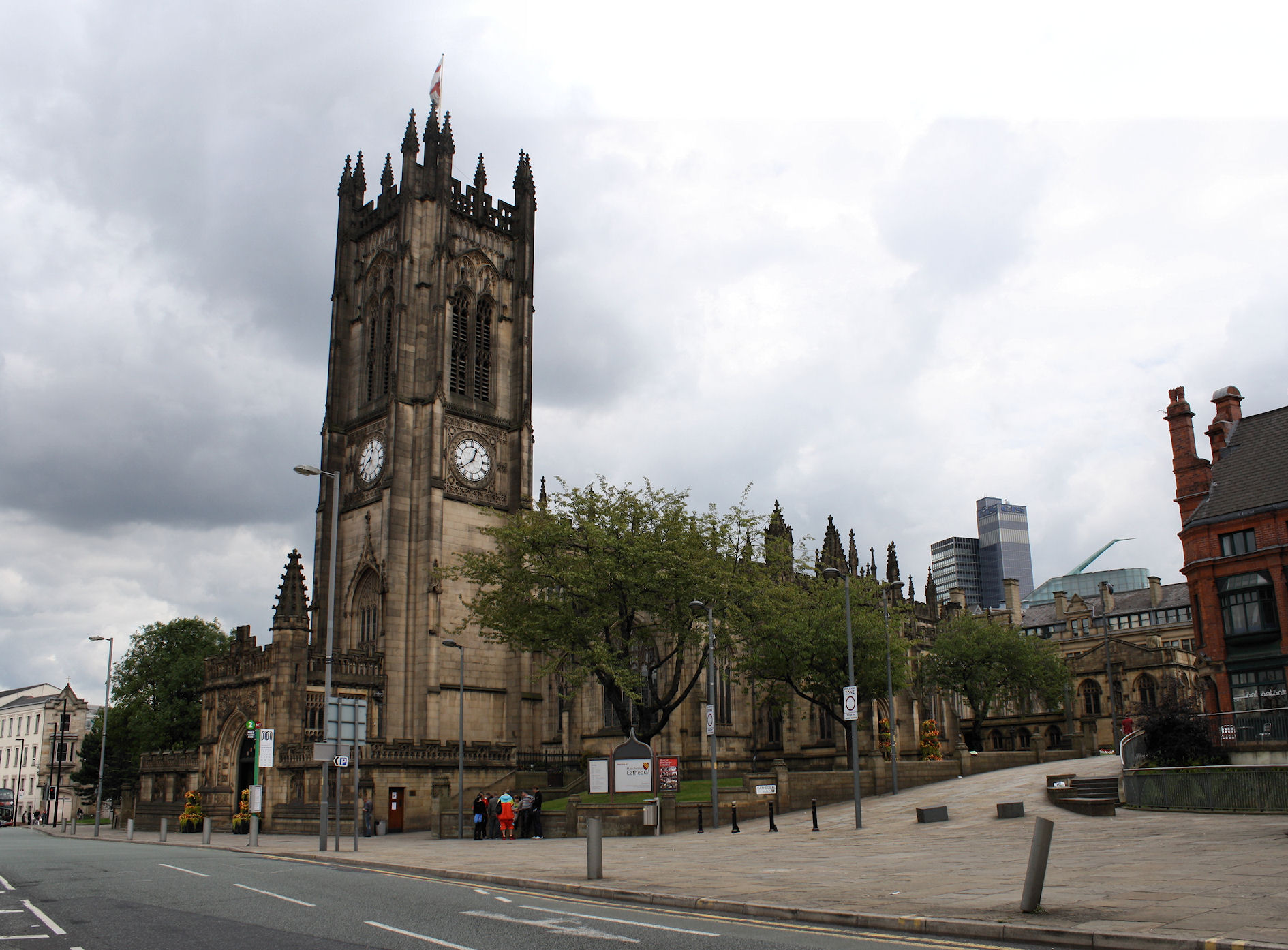
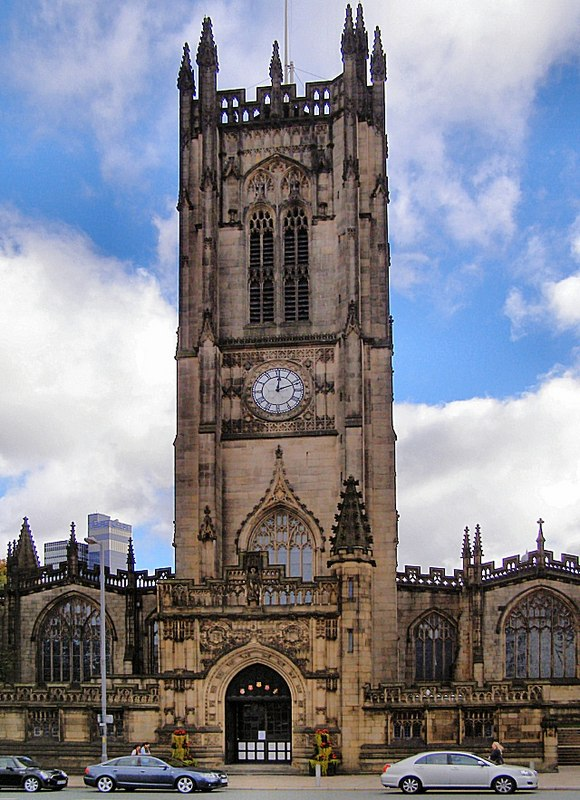
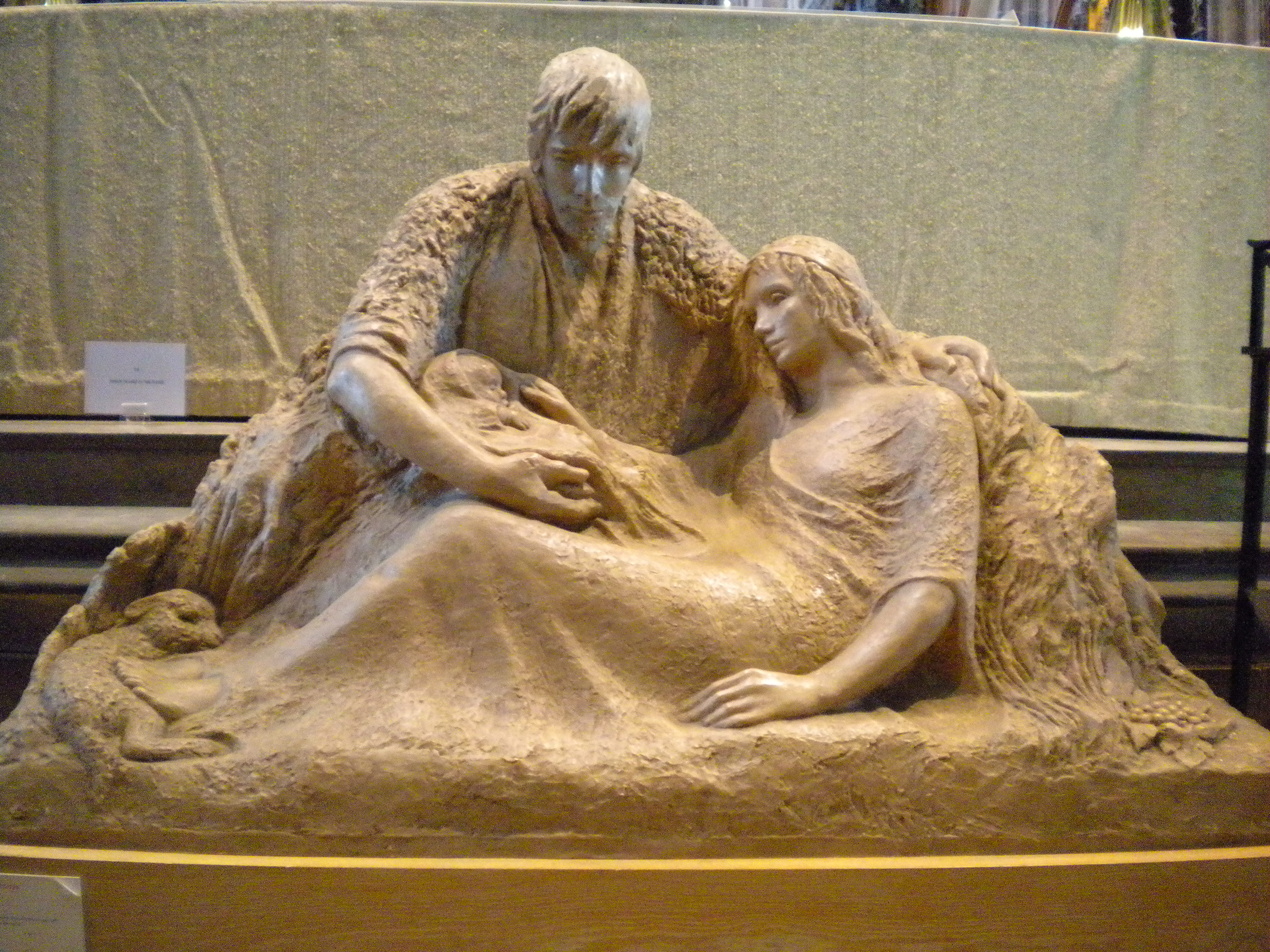
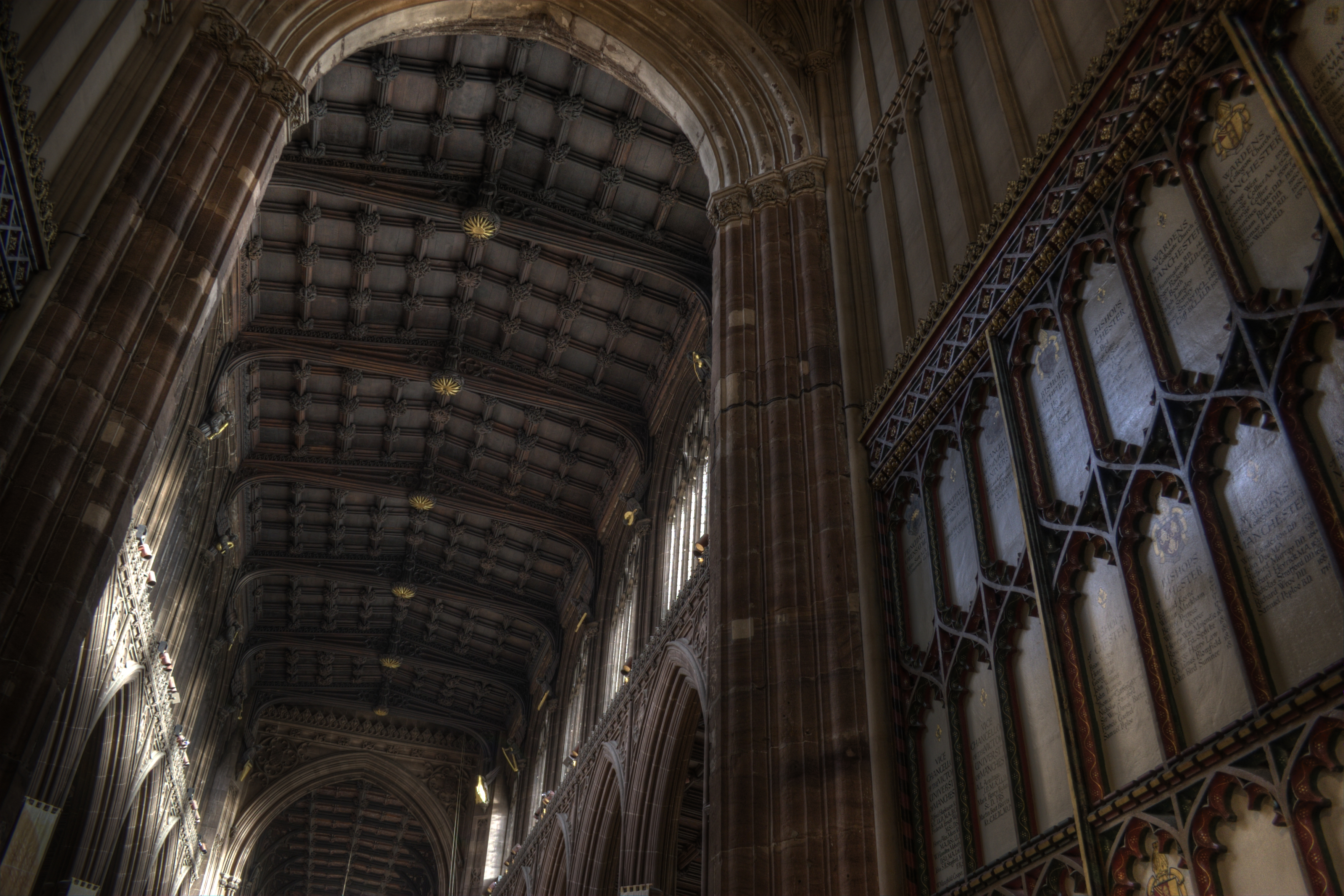
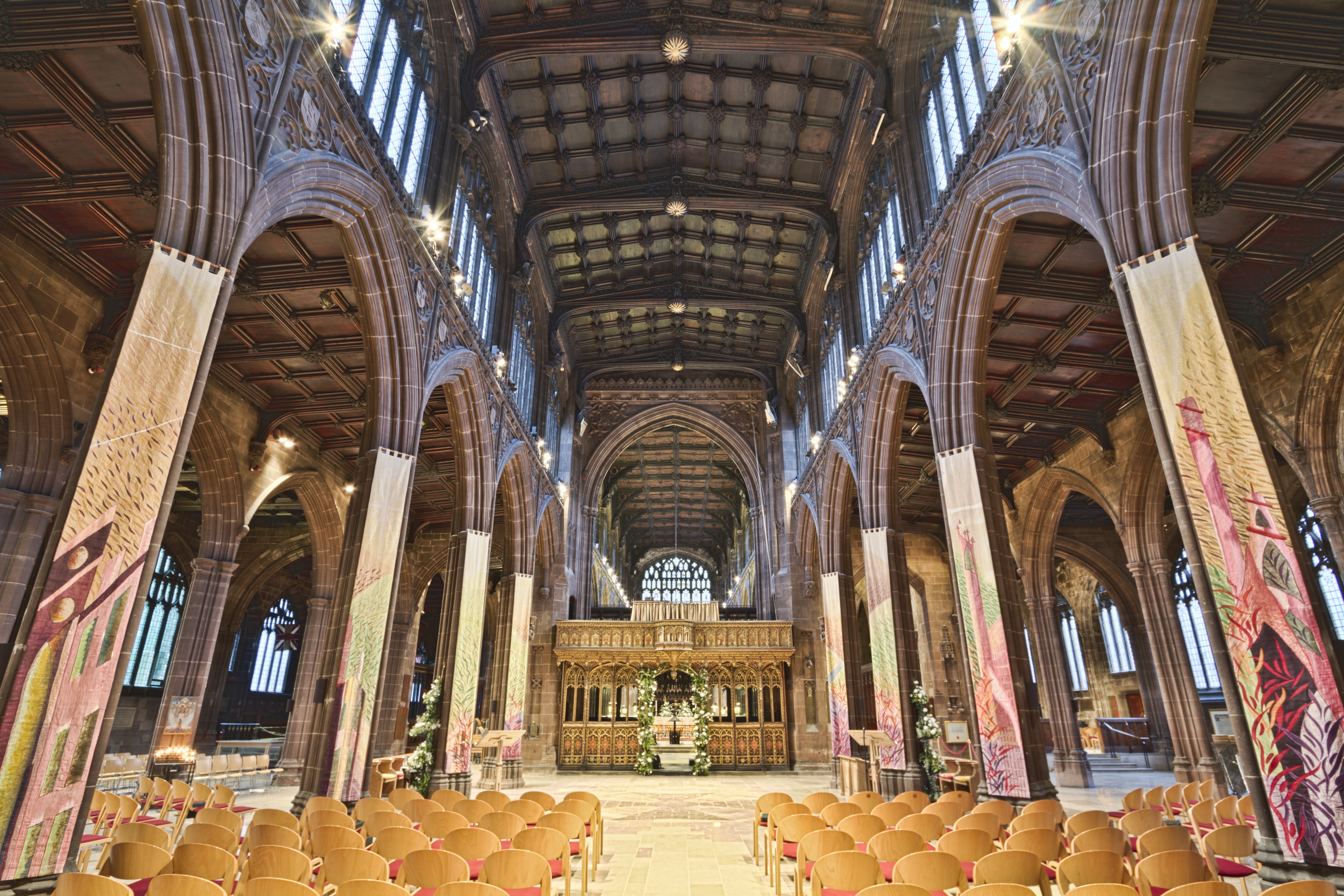
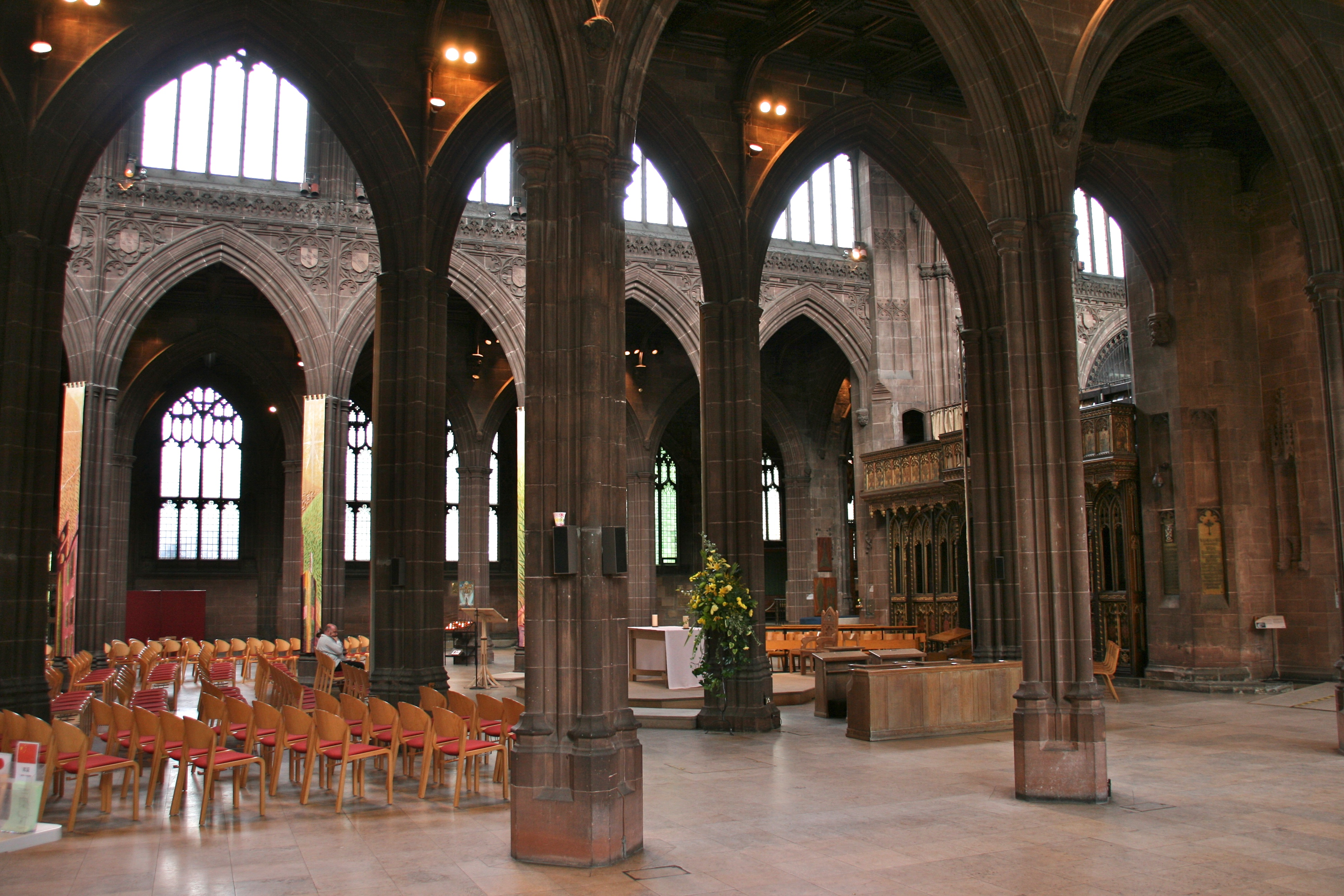
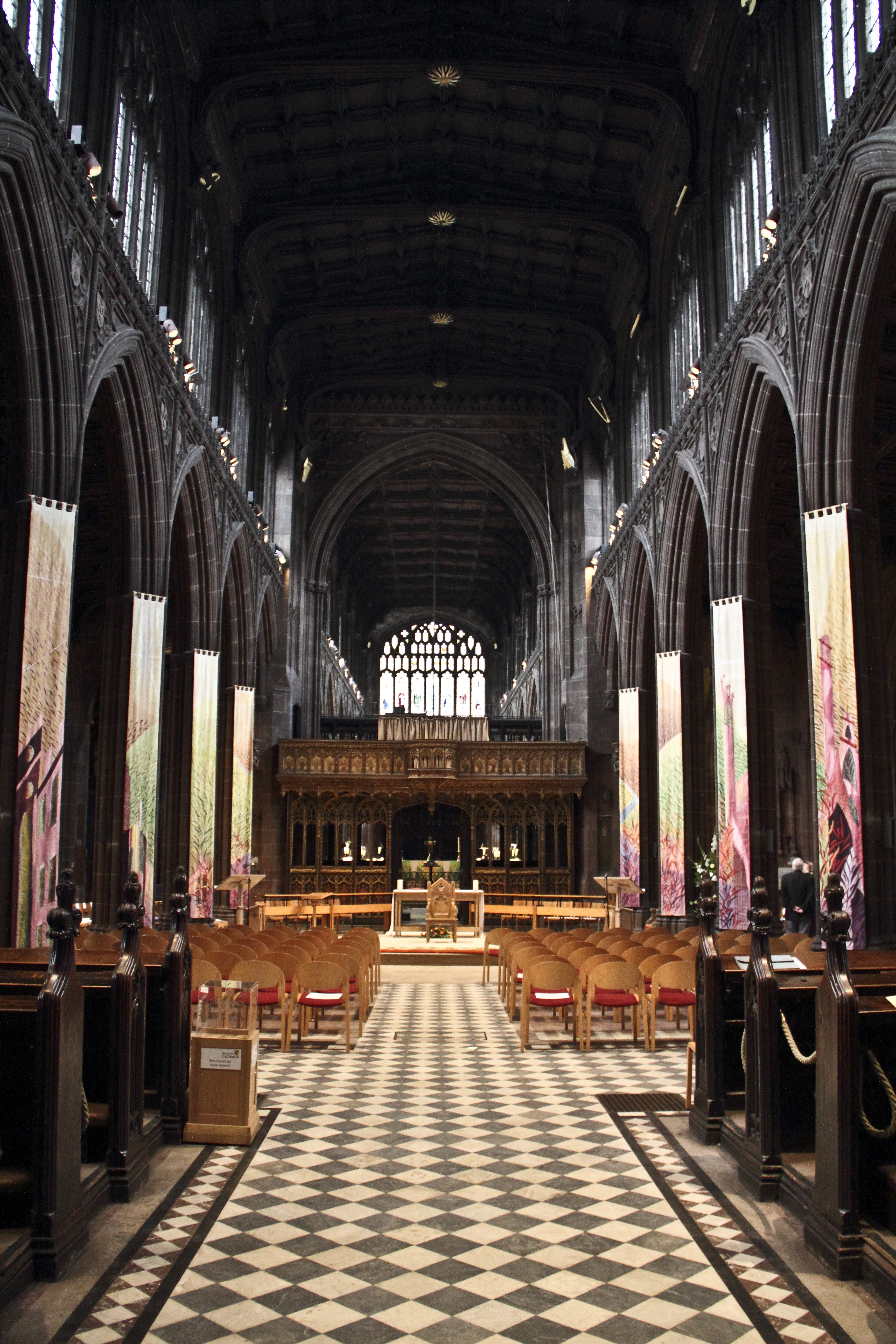
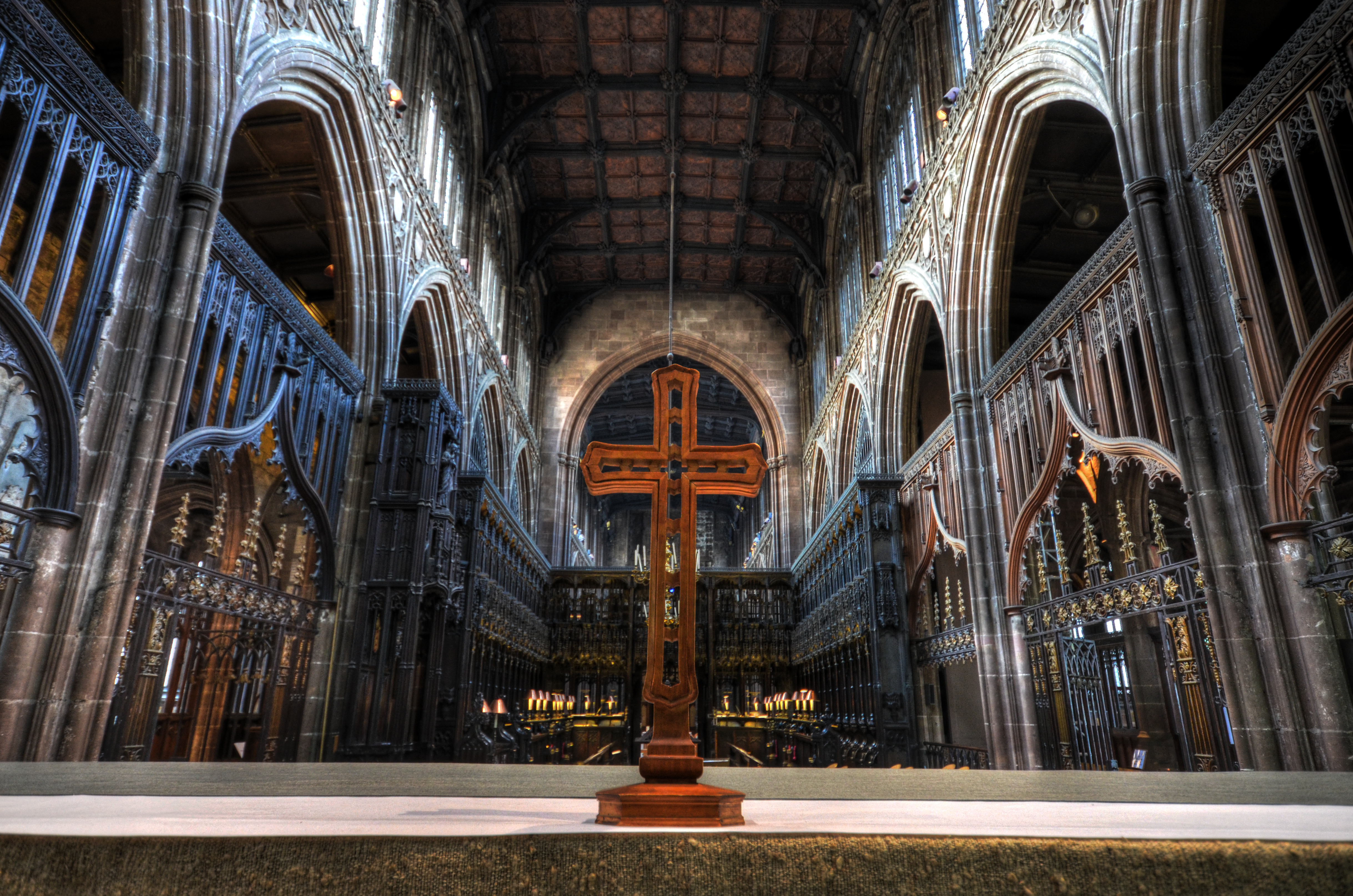